# Нікос Каранікас
Нікос Каранікас (грец. Νίκος Καρανίκας, нар. 4 березня 1992, Лариса) — грецький футболіст, захисник клубу «Лариса».
Виступав, зокрема, за клуб «Лариса».

## Ігрова кар'єра
Народився 4 березня 1992 року в місті Лариса. Вихованець футбольної школи клубу «Лариса». Дорослу футбольну кар'єру розпочав 2010 року в основній команді того ж клубу, в якій провів п'ять сезонів, взявши участь у 59 матчах чемпіонату. 
Протягом 2015—2018 років захищав кольори клубу «ПАС Яніна».
До складу клубу «Лариса» повернувся 2018 року. Станом на 25 березня 2020 року відіграв за лариський клуб 36 матчів в національному чемпіонаті.